# Halysidota subterminalis
Halysidota subterminalis är en fjärilsart som beskrevs av Embrik Strand 1919. Halysidota subterminalis ingår i släktet Halysidota och familjen björnspinnare. Inga underarter finns listade i Catalogue of Life.